# Admontia
Admontia – rodzaj muchówek z rodziny rączycowatych (Tachinidae).

## Wybrane gatunki
- A. blanda (Fallén, 1820)[4]
- A. cepelaki (Mesnil, 1961)
- A. continuans Strobl, 1910
- A. degeerioides[1] (Coquillett, 1895)
- A. dubia[1] Curran, 1927
- A. duospinosa[1] (West, 1925)
- A. gracilipes (Mesnil, 1953)
- A. grandicornis (Zetterstedt, 1849)[4]
- A. longicornalis O'Hara, Shima & Zhang
- A. maculisquama (Zetterstedt, 1859)[4]
- A. offella[1] Reinhard, 1962
- A. podomyia Brauer & von Bergenstamm, 1889
- A. seria (Meigen, 1824)[4]
- A. tarsalis[1] Coquillett, 1898